# Anaspis serbica
Anaspis serbica es una especie de coleóptero de la familia Scraptiidae.

## Distribución geográfica
Habita en los territorios que antes se llamaban Yugoslavia.